# 에른스트 체르멜로
에른스트 프리드리히 페르디난트 체르멜로(독일어: Ernst Friedrich Ferdinand Zermelo, 1871년 7월 27일 ~ 1953년 5월 21일)는 독일 수학자이며 철학자이다.

## 생애
그는 1889년 베를린의 루이젠슈타트 김나지움(독일어: Luisenstädtisches Gymnasium)을 졸업하였다. 그는 그 다음 베를린 대학교, 할레-비텐베르크 대학교, 프라이부르크 대학교에서 수학, 물리학, 철학을 공부하였다. 그는 1894년에 변분법에 관한 논문 (Untersuchungen zur Variationsrechnung)으로 박사학위를 받으며 베를린 대학교에서 학위를 마쳤다.

## 같이 보기
- 체르멜로-프렝켈 집합론